# Пюхяйоки

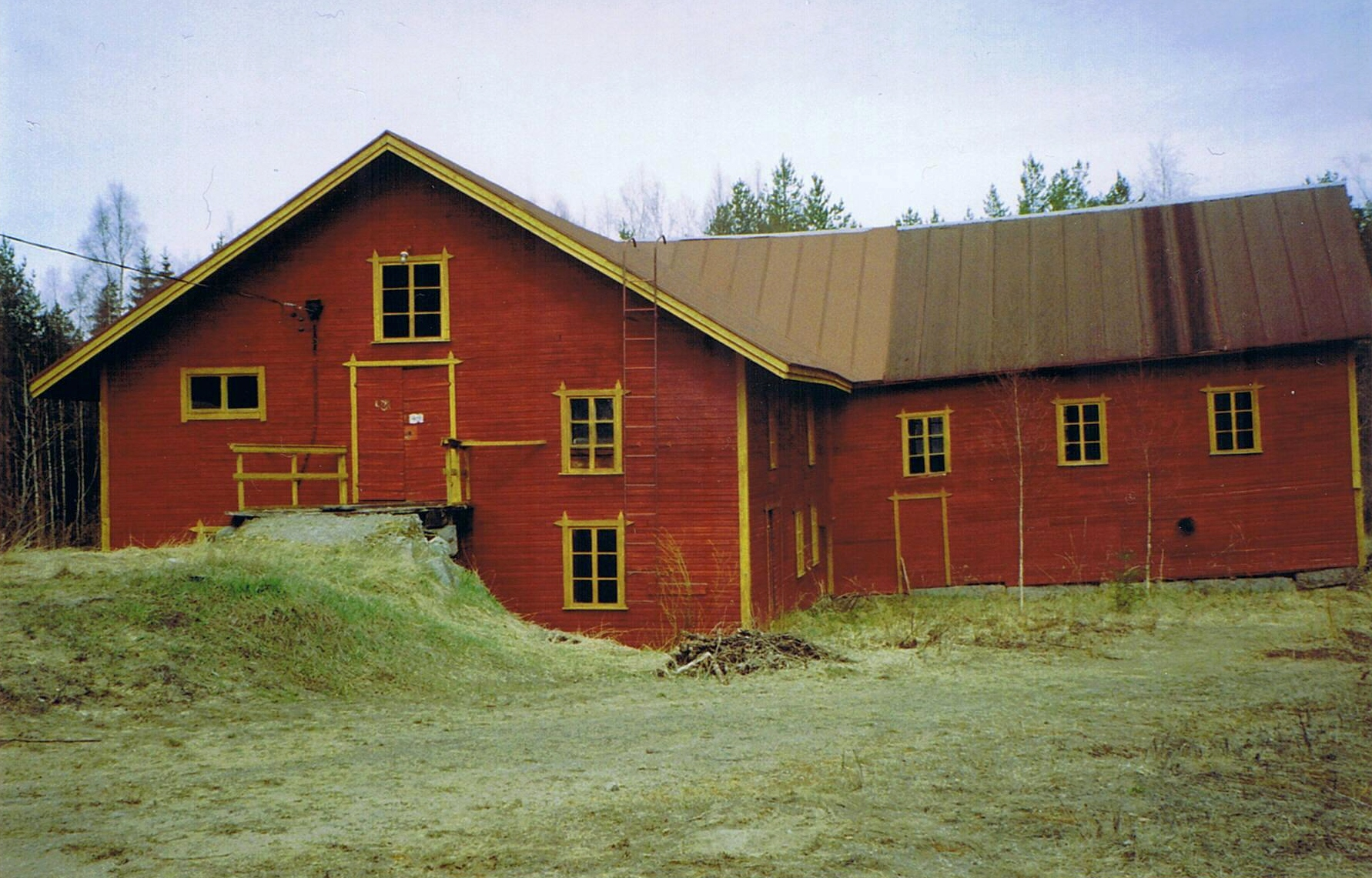
Действующая мельница в Пюхяйоки

Пюхяйоки (фин. Pyhäjoki, дословно — «святая река») — община в провинции Северная Остроботния в Финляндии. Площадь — 1365 км², население — 3385 человек. Плотность населения составляет 6,24 чел/км². Официальный язык — финский.
Община расположена на побережье Ботнического залива, береговая линия составляет около 60 км. В административном центре общины, одноимённой деревне, проживает 60 % населения. Две другие деревни: Пархалахти и Юппяри, связаны с центром национальным шоссе № 8. Расстояние до Раахе составляет 25 км, до Оулу — 100 км.

## Демография
На 31 января 2011 года в общине Пюхяйоки проживало 3396 человек: 1742 мужчины и 1654 женщины. Финский язык является родным для 98,61 % жителей, шведский — для 0,44 %. Прочие языки являются родными для 0,94 % жителей общины.
Возрастной состав населения:
- до 14 лет — 18,29 %
- от 15 до 64 лет — 61,66 %
- от 65 лет — 19,96 %

Изменение численности населения по годам:
| Год  | Численность |
| ---- | ----------- |
| 1980 | 3591        |
| 1990 | 3765        |
| 2000 | 3617        |
| 2010 | 3393        |
| 2011 | 3396        |

## АЭС на территории общины
5 октября 2011 года было объявлено, что местом строительства новой атомной электростанции в Финляндии будет община Пюхяйоки. Планировалось, что строительство АЭС Пюхяйоки начнётся в 2015 году, станция будет запущена в 2020 году, а её максимальная мощность составит 1800 мегаватт, однако позже произошли изменения как в сроках, так и в параметрах станции. Планируется, что АЭС будет построена по российским технологиям и начнёт производство энергии в 2024 году.
Муниципальный совет одобрил строительство ещё в 2009 году, однако в связи с изменением поставщика, а также мощности реактора компанией Fennovoima в марте 2014 года была подана заявку на выдачу дополнительных лицензий к разрешению на строительство АЭС. По этой же причине потребовалось повторное рассмотрение муниципальным советом Пюхяйоки вопроса строительства АЭС на территории общины; 7 мая 2014 года совет повторно одобрил строительство 18 голосами против 3 (в 2009 году поддержка строительства была меньшей — 16 голосов против 5).
Весной 2022 года финская сторона расторгла соглашение о строительстве из-за нападения России на Украину.